# 中亚蒲公英
中亚蒲公英（学名：Taraxacum centrasiaticum）为菊科蒲公英属下的一个种。